# Michael Vetter (Komponist)
Michael Vetter (* 18. September 1943 in Oberstdorf; † 7. Dezember 2013 in München) war ein deutscher Musiker, Komponist, Schriftsteller, Poet, darstellender Künstler, Kalligraph und Lehrmeister.

## Leben
Vetter wurde in Oberstdorf im Allgäu geboren und erhielt eine klassische Schulbildung. Er erkor die Blockflöte zu seinem bevorzugten Musikinstrument und begann in den späten fünfziger Jahren, mit ihren Klangfarben und Techniken zu experimentieren, z. B. mit Mehrklängen und Mikrotönen. Er inspirierte Komponisten wie Louis Andriessen, Will Eisma und Rob du Bois in den Niederlanden, Sylvano Bussotti in Italien, und Mauricio Kagel und Karlheinz Stockhausen in Deutschland, dieses Instrument in ihren Kompositionen einzusetzen. Seine technischen Entdeckungen wurden in dem Text Il flauto dolce ed acerbo (Die süße und saure Flöte, 1969) kodifiziert und enthielten Grifftabellen mit ca. 2000 Griffen.
1964 nahm er sein Studium der Philosophie auf, währenddessen er seine Karriere als aufführender Künstler weiter verfolgte. 1967 begann er graphisch und verbal notierte Musik zu komponieren, und ab 1968 schrieb er experimentelle und improvisierte Vokalmusik für Kinder.

Deutscher Pavillon bei der Expo '70 (das Kugelauditorium ist am rechten Bildrand außer Sicht)

Von März bis September 1970 führte er auf der Expo ’70 in Osaka, Japan, gemeinsam mit neunzehn weiteren Musikern Werke von Stockhausen (unter anderem Hymnen, Spiral, Pole und Aus den sieben Tagen) im Kugelauditorium des deutschen Pavillons auf. Zurück in Europa setzte er seine Zusammenarbeit mit Stockhausen fort und nahm an den Uraufführungen von Sternklang (1971) und Alphabet für Liège (1972) teil.
1973 kehrte er nach Japan zurück, wo er zehn Jahre als Zen-Mönch verbrachte. Während dieser Zeit führte er „strukturelles Theater“ auf, wie er es nannte, und 1981 veröffentlichte er eine Reihe von Schriften über „Experimentelle Zen Künste“ in dem Buch Shijima no oto [Der Klang der Stille]. Er kehrte 1983 nach Deutschland zurück, um das Zentrum für meditative Kommunikation und kommunikative Meditation in Todtmoos-Rütte zu gründen. 1993 verlegte er seine „Schule der Lebenskunst“ nach Italien.
1997 komponierte Stockhausen für Vetter die Hauptrolle des Luca, dem Operator, in Michaelion, der vierten Szene seiner Oper Mittwoch aus Licht. Vetter sang die Partie bei der Uraufführung am 26. Juli 1998 im Prinzregententheater in München (Musica Viva series).
Vetter verstarb am 7. Dezember 2013 in München.

## Musikstil
Vetters Kompositionen basieren auf Improvisation. Seine frühen Werke sind für Stimme, Blockflöte und Klavier, während er sich später Instrumenten wie dem Koto, der tibetanischen Klangschale, der Tambura und dem Gong zuwandte.

## Bildende Kunst
Vetters frühes Interesse an graphisch notierter Musik mündete in rein visuellen Ausdruck während seines Aufenthalts in Japan, mit Werken wie den Tusche-Zeichnungen im Buch The Book of Signs, seinen 120 Farb-Radierungen (Monotypie), betitelt Strukturelle Mandalas und Zweistimmige Inventionen, und dem Codex Aureum (Gold-Violetter Dialog zwischen Intention and Chance). Spätere Werke, die nach seiner Rückkehr nach Deutschland entstanden, umfassen eine Reihe von Tafelbildern, betitelt Symphonien, Duette, Trios, Quartette, Der Kreuzweg des Lichtes, Wolkenbilder, und Die Gesetzestafeln.

## Veröffentlichungen
- 1969: Il flauto dolce ed acerbo 1: Anweisungen und Übungen für Spieler neuer Blockflötenmusik. Celle: Moeck-Verlag.
- 1973: Handbewegungen I/II—Roman, mit einem Vorwort von Helmut Heissenbüttel. Stuttgart: E. Klett. ISBN 3-12-908930-6 (v. 1); ISBN 3-12-908940-3 (v. 2)
- 1981: With Satoshi Yamanaka. しじまの音 : あるいは、音楽は精神の身体語 [Shijima no oto: arui wa ongaku wa seishin no shintaigo] [The Sound of Silence, or The Physical Language of the Music of the Soul]. Tokyo: Asahishuppansha.
- 1983: Blockflötenschule, 10 vols. Wiener Instrumentalschulen. Wien: Universal Edition; Stuttgart: E. Klett.
- 1988: Seinserfahrung: das Buch von der Liebe zum Leben. Edition Esotera. Freiburg im Breisgau: Bauer. ISBN 3-7626-0357-X.
- 1990: Transverbal. Kirchzarten-Geroldstal: Selbstverlag.
- 1991: Sesshin: das Fest der Aufnahme des Herzens; dreizehn Vorträge gehalten gelegentlich des Jahreswendesesshins 1990/91 im Griesgethof bei St. Georgen im Schwarzwald. Geroldstal: Vetter-Verlag.
- 1995: Musik: Texte und Bilder zur Einführung in die Kunst, sich in Nichts zu verlieben. Spiritueller Reichtum. Petersberg: Verlag Via Nova. ISBN 3-928632-14-0.
- 1997: Die Psychologie der Seinserfahrung. Freiburg i. Br.: Lüchow. ISBN 3-925898-73-5.
- 2000: Form ist Leere und Leere ist Form: Vorträge während des Sommersesshins 1992 im Griesgethof. Oberried-Geroldstal: Vetter-Verlag.

## Kompositionen
- Felder II, ein musikalisches Projekt für Kinder (1967)
- Rezitative, für einen Blockflötisten (1967)
- Figurationen III, für ein beliebiges Instrument (1968)
- Linienspiel (1973)
- Liebesspiele: musikalische Konzepte (1973)
- Schreibspiele ohne Worte (1973)
- Cosmic Comic (1975)
- Hörspiele I–IV (1977)
- Die Wiener Blockflötenschule (1983)
- Wenn Himmel und Erde wieder vereinen: Gedanken, Meditationen und Übungen zum Weg der Stimme (1987)
- Die Oberton-Schule (1987)
- Maria: muzikalische Auslegung eines mantrischen Namens (1991)
- Musik (1995)
- Pianissimo: Konzepte für Tasteninstrumente (1996)
- Sei-Un-Sho: ein musikalisches Orakel (1997)

## Diskographie
- Stockhausen, Karlheinz. Goldstaub (aus Aus den Sieben Tagen, Mai 1968). Peter Eötvös; Herbert Henck; Michael Vetter. 1985, 1973. Deutsche Grammophon 410 935-1; 2720 073; 2561 301. LP. Hamburg: Deutsche Grammophon,
- Stockhausen, Karlheinz. „Spiral“ für Blockflöte und Kurzwellen; Zyklus für einen Schlagzeuger; Klavierstück Nr. 10. Michael Vetter (Blockflöte und Kurzwelle Radio); Max Neuhaus (Schlagzeug); Frederic Rzewski (Klavier); Christoph Caskel (Schlagzeug). LP. Wergo, Hörzu Black Label SHZW 903 BL. Mainz: Wergo.
- Stockhausen, Karlheinz. Spiral, Integrale Version. Michael Vetter, Stimme und Kurzwelle-Empfänger. 2-CD set. Stockhausen Complete Edition CD 46 A–B. Kürten: Stockhausen-Verlag, 1996.
- Stockhausen, Karlheinz. Sternklang. 2-LP set. Deutsche Grammophon 2707 123 (2531 281; 2531 282). [Hamburg]: Deutsche Grammophon, 1976. Polydor 2612 031 (2335 116; 2335 117). [Hamburg]: Polydor International, 1976. Reissued on 2-CD set, Stockhausen Complete Edition CD 18 A–B. Kürten: Stockhausen-Verlag, 1992.
- Szathmáry, Zsigmond. Organ Improvisations. Zsigmond Szathmáry: Omaggio a György Ligeti; Michael Vetter: Der Kreis; John Cage: Music for Carillon No. 5; Shinichi Matsushita: Konzentration; Roman Haubenstock-Ramati: Ohne Titel. Wergo CD 60119-50 (1983). Reissued in 1996 under the same catalog number as Music and Graphic: Organ Improvisations.
- Vetter, Michael. Ancient Voices. Michael Vetter and the Overtone Choir. New Music Series. CD. Amiata Records ARNR 0192. Seggiano: Amiata Records, 1992.
- Vetter, Michael. Clouds: Music for Koto Harp and Voice. Michael Vetter, koto harp and voice. Jecklin-Disco JD 636-2. 1990.
- Vetter, Michael. Il flauto dolce ed acerbo. Michael Vetter (recorder). LP recording. Jürg Baur, Mutazioni; Rob du Bois, Pastorale VII; Klaus Hashagen, Gesten; Dieter Schönbach, Canzona da sonar III; Michael Vetter, Figurationen III and Rezitative. Corono, 1974.
- Vetter, Michael. Flowers: Musical Icons for Piano and Voice. Michael Vetter, piano and voice. Jecklin-Disco JD 637-2. 1990.
- Vetter, Michael. Light: Music for Tamburas and Voice. Michael Vetter, tamburas and voice. Jecklin-Disco JD 640-2. 1990.
- Vetter, Michael. Missa Universalis: Obertonmesse für Stimme und Instrumentarium. LP, Spectrum SM 1051, Mainz: Spectrum, 1985. CD. Spectrum SM 1051-50. Mainz: Spectrum, 1986.
- Vetter, Michael. Om. 3-CD set. Ginkgo SM 1812-2, 1813-2, 1814-2; Ginkgo 281 812-2, 281 813-2, 281 814-2. [Mainz, Germany]: Ginkgo, 1996, 1987.
- Vetter, Michael. Overtones in Old European Cathedrals: Senanque. Compact Disc. Wergo SM 1078-50. Mainz: Wergo, 1989, 1987.
- Vetter, Michael. Overtones: Voice and Tambura. 2-LP set. Mainz: Wergo Spectrum, 1983.
- Vetter, Michael. Pianissimo. CD. WER T 335-2. Zürich: Atlantis Musikbuch-Verl., 1996.
- Vetter, Michael. Silence. Michael Vetter, voice, singing bowls, and cymbals. CD. Jecklin Disco JD 641-2. Zürich: Jecklin Disco, 1990.
- Vetter, Michael. Spaces. Compact disc. Jecklin Disco JD 639-2. Zürich: Jecklin Disco, 1990.
- Vetter, Michael. Tambura Meditations. Compact disc. Mainz: Wergo Spectrum, 1984. Reissued on CD, Wergo Spectrum SM 1039-50. Mainz: Wergo Spectrum, 1990.
- Vetter, Michael. Wind: Music for Flutes, Voice and Gongs. Michael Vetter, flutes, voice, and gongs. Jecklin-Disco JD 638-2. 1990.
- Vetter, Michael. Zen Glocken. Wergo Spectrum SM 1054-2. Mainz: Wergo Spectrum, 1990.
- Vetter, Michael. Zen-Gong. Compact disc. Wergo Spectrum SM 1053-2. Mainz, W. Germany: Wergo Spectrum, 1990, 1986.
- Vetter, Michael. Zen-Flöte. Michael Vetter. LP recording. Spectrum SM 1062. Mainz, W. Germany: Spectrum, 1987.
- Vetter, Michael. Zen-Koto: Erinnerungen in die Gegenwart. Compact disc. Wergo Spectrum SM 1052-2. Mainz, W. Germany: Wergo Spectrum, 1990, 1985.